# Buekorps

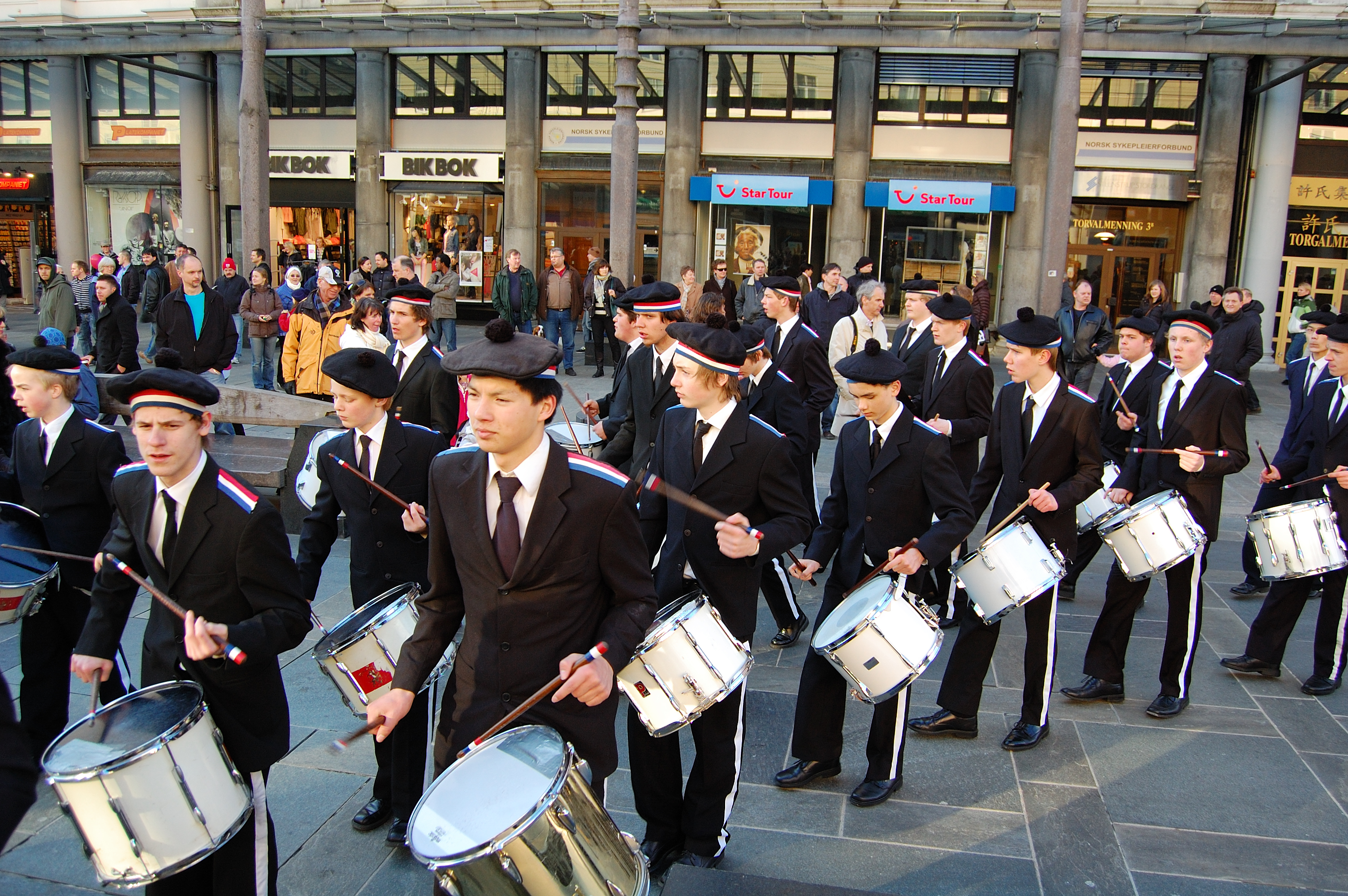
Buekorps bei einer Parade 2009

Buekorps (wörtlich „Bogenkorps“ oder Bogenschützenbrigaden) sind klassische Jugendorganisationen im norwegischen Bergen. Sie ähneln dörflichen Burschenschaften und sind quartiersweise organisiert.

## Formen und Funktion

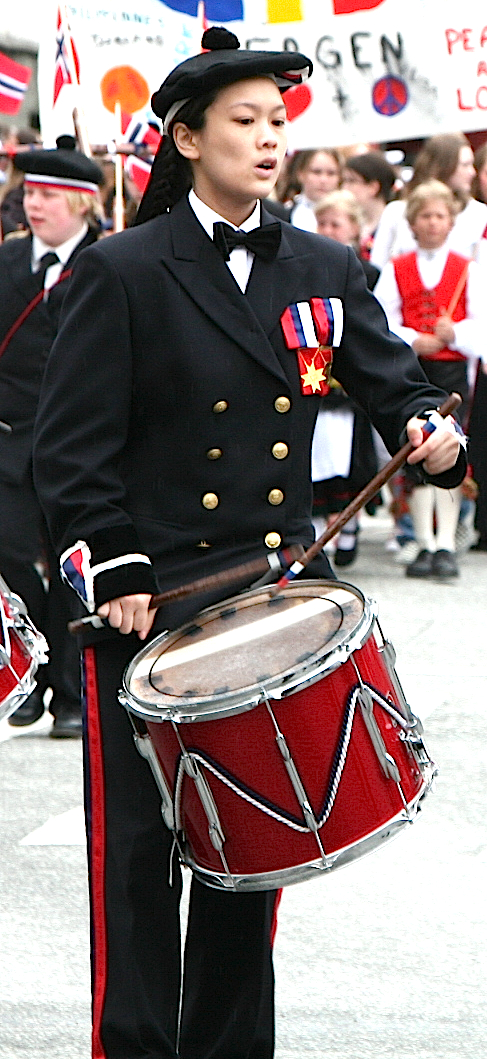
Trommlerin des Lungegaardens Buekorps

Die Tradition ist einzigartig in Bergen und geht zumindest auf das 19. Jahrhundert zurück. Kinder organisierten sich in regelrechten Jugendbanden und nahmen später militärische Hierarchiestrukturen und Zeremonien von der städtischen Miliz auf. Erste Berichte über regelrechte Jugendbanden in Bergen gibt es bereits zu Zeiten Ludvig Holbergs, ebenso bei August Konow. Johan Sebastian Welhaven beschrieb die Buekorps in seinem Gedicht „børnelege“ („Kinderspiele“) von 1839: „Vi stilledes os siden i lange Rader, marsjerende tappert i byens gader ;vi plyndrede Søstrenes Dukkeskrin og gjorde Mundurer av silke og lin. I krigsraadet taltes med megen vekt om fienden stilling og skjulte planer, paa chefens kommando, vi stormede kjækt med skillingstrompeter, karduspapirfaner“. (wir spielten in langen Reihen, marschierten durch die Gassen der Stadt, plünderten die schwesterlichen Nähkästchen und machten uns Uniformen aus Seide und Leinen. Im Kriegsrat erkundeten wir die feindlichen Stellungen und Pläne, und auf das Kommando unseres Chefs stürmten wir mit lauten Trompeten und geschwenkten Papierfahnen).
Bereits in den 1850ern wurden die durchaus zuweilen gewalttätigen Banden von den friedlicheren und formaler organisierten Buekorps abgelöst. Die Buekorps werden von den Jugendlichen selbständig organisiert. Bergen hat 14 solcher Korps in den verschiedenen Stadtteilen. Einige weitere norwegische Städte haben ähnliche Vereinigungen aufgestellt, die zumeist aber Anfang des 20. Jahrhunderts aufgelöst wurden.
Über das militärische Zeremoniell hinaus haben die Korps eine Funktion als Sportvereine und im Bereich der sozialen Arbeit. Die Mitglieder sind zwischen 7 und 20 Jahre alt, die erwachsenen Veteranen unterstützen die Arbeit der Jugendlichen. Intern sind die Korps in Gefreite mit hölzernen Gewehren oder Bögen, Offiziere und Trommler gegliedert. Frühjahr und Sommer sind die hauptsächlichen Aktivitäten, der 17. Mai als norwegischer Nationalfeiertag ist der Höhepunkt und Anlass für farbenprächtige Paraden. Neben dem Gründungstag jeder Brigade ist der alle vier Jahre stattfindenden Buekorpsenes Dag noch wichtig. Mädchen nahmen 1991 zum ersten Mal teil, was einige Kontroversen zur Folge hatte. Mittlerweile sind reine Mädchenkorps und gemischte Brigaden weithin akzeptiert.

## Lørdagskorps und Søndagskorps

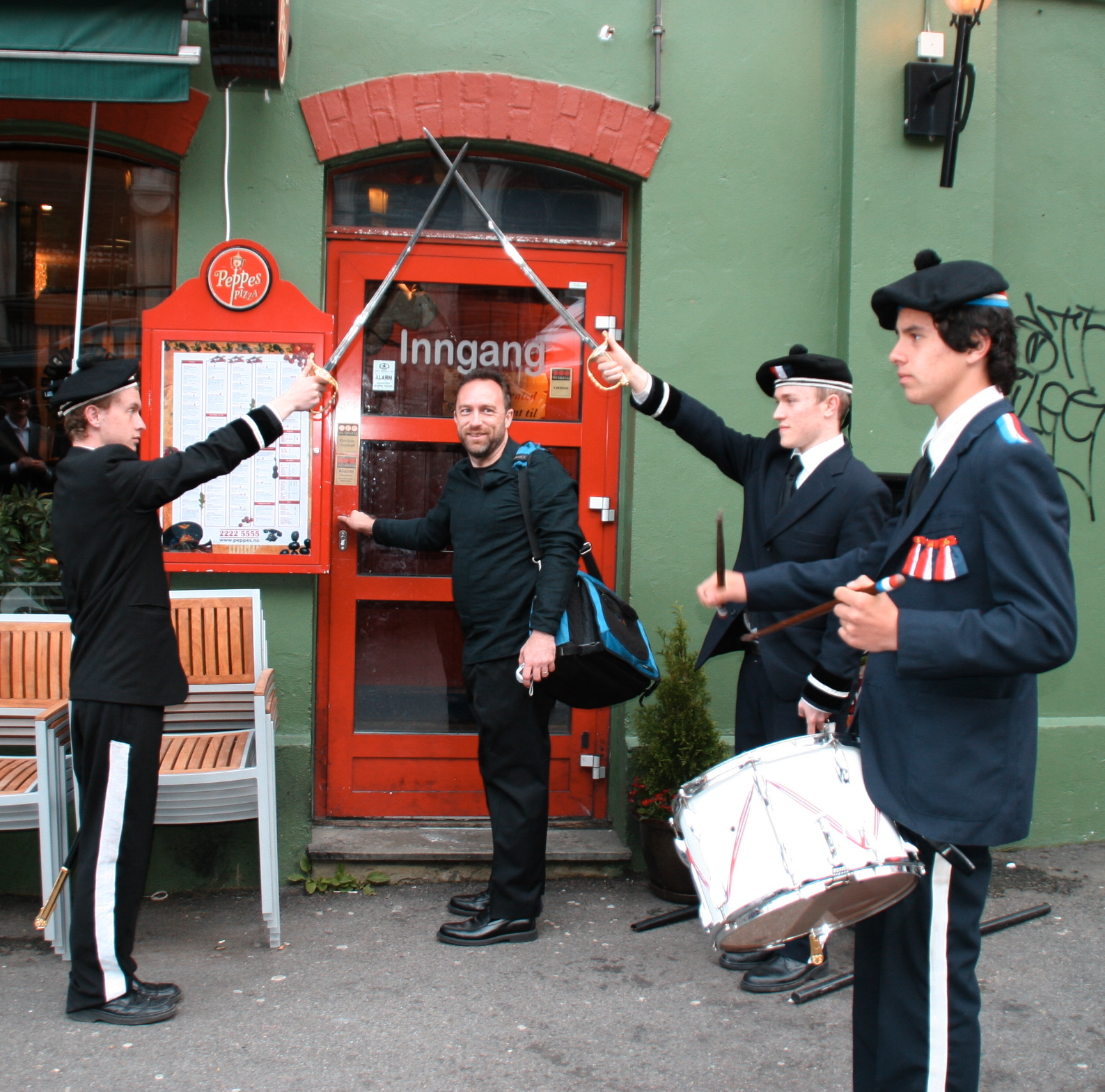
Empfang für Jimbo Wales bei einem Wikipediatreffen in Bergen

Lørdagskorps („Samstagsbrigaden“) und Søndagskorps („Sonntagsbrigaden“) bezeichnen zwei grundsätzlich unterschiedliche Typen von Buekorps. Damit wird nicht nur der Tag der Paraden bezeichnet. Wer samstags freihatte, gehörte auch zu den wohlhabenderen Nachbarschaften, so Nordnæs Bataillon, Nygaards Bataljon und Dræggens Buekorps. Die Sonntagsbrigaden stammten eher aus den ärmeren Vierteln, bei denen auch die Kinder samstags arbeiten mussten. Laksevågs Bueskyttere und Løvstakkens Jægerkorps marschieren nach wie vor in einfachen Hemden und nicht in den mittlerweile üblichen aufwendigeren Uniformen.
Tron Øgrim, ein Kommunist und bekannter norwegischer Wikipedianer aus Bergen, hat mit dazu beigetragen, dass 2006 ein Wikitreff unter Beteiligung von Jimbo Wales in Bergen stattfand, der dabei auch standesgemäß begrüßt wurde.

## Die aktuellen Brigaden
- Dræggens Buekorps (24. März 1856), Dræggens Archery Company, Jungen
- Eidsvaags Kompani (28. April 2008), Eidsvaags Værve Kompani, Jungen.
- Fjeldets Bataljon (22. Mai 1857), Fjeldets Battalion, Jungen
- Laksevågs Bueskyttere (8. Mai 1894), Laksevåg’s Archerers, Jungen
- Lungegaardens Buekorps (7. Oktober 1994), Lungegaarden’s Archery Company, Mädchen
- Løvstakkens Jægerkorps (11. Mai 1903 bis 1918, 30. April 1928 bis 1964, 11. Mai 1999[3][4]), Løvstakken’s Jeger Company, Jungen und Mädchen
- Markens Bataljon (4. Juni 1859), Marken’s Battalion, Jungen
- Mathismarkens Bataljon (15. Juni 1887), Mathismarken’s Battalion, Jungen
- Nordnæs Bataillon (3. Mai 1858), Nordnæs’ Battalion, Jungen
- Nygaards Bataljon (14. Juni 1857), Nygaard’s Battalion, Jungen
- Sandvikens Bataljon (17. Mai 1857), Sandviken’s Battalion, Jungen
- Skansens Bataljon (22. Mai 1860), Skansen’s Battalion, Jungen
- Skutevikens Buekorps (8. Juli 1853), Skuteviken’s Archery Company, Jungen
- Sydnæs Bataljon (7. Juni 1863), Sydnæs' Battalion, Jungen
- Wesselengens Bataljon (24. April 1873), Wesselengen’s Battalion, Jungen

## Frühere Buekorps in Bergen
Seit den 1850er Jahren wurden über 200 verschiedene Brigaden begründet, die nur teilweise dokumentiert sind.
- Allegatens Bataljon
- Asylplass Bataljon
- Baglergatens Kompani (1911–1918?)
- Baneveiens Bataljon
- Bingen Hellebardkorps
- Bingen Jegerkorps
- Blauengens Kompani
- Blekebakkens Kompani
- Bispengens Kompani
- Bjørgvin Compagni (1869)
- Bjørgvins Kompani (1932–1936)
- Boligens Kordekorps (Ladegårdskorpset) (bis 1895)
- Boligens Kårdekorps (Henrik Wergelands korpset) (bis 1888)
- Borgerskolens (Buekorps?)
- Breistølsveiens Kompani (1889–1925?)
- Bødkergadens Kompagni
- Bønes Batalion
- Christinegaard Bataljon (1938–1940)
- Damsgårds Batalion
- Det raske Fjellkorps (1876–1979)
- Dokkens Kompagni
- Dragefjellskorpset (1881–?)
- Eidemarkens (Buekorps?)
- Ekrenbakkens Kompani
- Elvegatens Kompagni
- Engens Buekorps
- Fastings Buekorps (bis 1860er?)
- Fjeldets Kompani (1895–?)
- Fjellborgs Kompani (1924–1929)
- Fjøsanger Kompani (1950–1960er?)
- Fredrikbergsgatens Kompani
- Fridalens Kompani (1950s?)
- Fæstningens Buekorps (?–1862)
- Granbakken Jægerkorps
- Granesmugets Kompani (1913–1939?)
- Grønnevoldgatens Kompagni
- Grønnevolds Kompagni
- Gyldenpris Kompani
- Gørbitzgatens Kompani
- Hans Haugesgate Kompani (1920–1933)
- Haugens Bataljon
- Haugens Buekorps
- Haugesmugets Kompani
- Haugeveiens Kompani
- Heiens Kompani
- Holmens Kompani
- Hop Bataljon (1918–1922)
- Høggeblokkens Kompani (1912–1920?)
- Isdalens Kårdekorps
- Jektevikens Kompani
- Kalmarhavens Compagni
- Kippersmauets Bataljon (1930–1933)
- Kirkegatens Jægerkorps (1920–1947)
- Kleivens Buekorps (1850er?–?)
- Klokkerhagens Kompani
- Korskirkealmeningens Kompani (1904?–1913)
- Krohnengens Bataljon
- Krohnvikens Bataljon (1852–1916)
- Kronstad Bataljon (1922–1963)
- Ladegaardens Bataljon (21. April 1880–1985, 1889–1921, 1924–1970)
- Ladegårdens Compagni (1891–1917?)
- Laksevåg Bataljon (1872–1940)
- Langeveiens Kompani (1920–1926)
- Langhauens Kompani
- Legdenes Kompani (1. April 1956–1961)
- Lille Markens Kompagni
- Lille Dræggens Buekorps
- Løvstakkveien Kompani
- Markeveiens Compagni
- Markeveiens Jægerkorps (1880er)
- Martin Vahlsgates Kompani (1901–1928)
- Meyermarkens Kompani (1905–1920)
- Minde Bataljon (1950er?)
- Mulelvens Bataljon
- Mulens Bataljon (14 June 1898–1903, 1911–1917, 1920–1957, 1980–1984)
- Muralmendingens Companie (1880er)
- Møhlenpris Kompani (1895–1912, ?–1923)
- Natland Bataljon (1959–1963)
- Nedre Stølens Kompani (1898–1904?)
- Nessets Bataljon
- Nordnes Lekeplads Kompani (1918–1928)
- Nordre Møhlenpris Kompani
- Nordre Skutevikens Kompani (1928–1939)
- Nordre Skuteviksveiens Kompani (1928–1939)
- Nye Sandviksvei Kompani
- Nykirkealmeningens Kompani (1875?–1916)
- Nymarks Kompani
- Nøstets Batalion (7. Mai 1870–1961)
- Nøstets Kårdekorps (vor 1855–1970)
- Olav Rustiesgates Kompani (1972–1980)
- Paaschemarkens Bataljon
- Paradis Bataljon
- Parkens Compagni
- Persenbakkens Kompani (1928–1932)
- Planens Kompani (1956–1965, 1974–1982)
- Rennebanens Kompani (1920–1925?)
- Repslagersgatens Jægerkompani (1918–1938)
- Rosenbergsgatens Bataljon
- Rothaugens Kompani (1932–1934, 1988–1990?)
- Sandviksveiens Buekorps
- Scjadenbergshavens Kompani (1910–1930)
- Skanseliens Kompani (1932–1957?)
- Skivens Kårdekorps
- Skytterbanens bataljon
- Slettens Bataljon (1959–1965?)
- Slottsgatens Kompani
- Smaa-Skansens Bataljon
- Smørsalmendingens Companie (1880er)
- Solheims Bataljon (1927–1930er, 1946–1950er)
- Storemøllens Compani
- Strandveiens Bataillon
- Strandgatens Jægerkorps
- Strangehagens Kompani
- Stupets Bataljon (1952–1956)
- Stølens Kompani (1860–1965?, 1947–1948)
- Svanevikens Kompani
- Sverresborg Jegerkorps (1902–1912)
- Sverresgatens Jægerkorps
- Sydnæskleivens Kårdekorps
- Tamburengens Jægerkorps (1904–1910?)
- Teatergatens (Kompani?)
- Toldbodalmendingens Compagni
- Trangesmauets Kompani (1875?–1932)
- Tverrgatens Kompani (1918–1931, 1955–1957)
- Utsiktens Kompani (1974–1975)
- Vardens Kompagni (1965–1975)
- Vaskerelvssmugets Compagnie
- Verftets Kompani (1871–1973, 18. März 1894–1961)
- Verftets Kompani II (1874–?)
- Verftets Kårdekorps (1873–1974)
- Victor Müllers (Buekorps?)
- Vognstølbakken Bataljon
- Vågens Bataljon (1. Juni 1991–27. April 2008)
- Ytre Sandvikens Bataljon
- Øvregadens Buekorps (1875–1912?)